# Urs Schneider
Urs Schneider (* 16. Mai 1939 in St. Gallen) ist ein Schweizer Violinist und Dirigent.

## Leben und Werk
Urs Schneider studierte am Zürcher Konservatorium und erwarb dort 1961 sein Violindiplom. Weitere Studien absolvierte er bei Erich Schmid, Rafael Kubelík in Luzern, Igor Markevitch in Madrid und Otto Klemperer in Zürich und London.
Von 1955 bis 1963 wirkte er als Chefdirigent des «Pro Musica Orchesters St. Gallen». 1962 gründete er das «Ostschweizer Kammerorchester» und unternahm mit diesem zahlreiche Auslandstourneen. Von 1971 bis 1973 war er künstlerischer Leiter der «Camerata Academica Salzburg». Von 1967 bis 1983 leitete er die «Camerata Stuttgart». Von 1990 bis 1992 war er Chefdirigent des taiwanesischen Nationalorchesters.
Urs Schneider trat als Dirigent mit bedeutenden Orchestern und in Opernhäusern auf allen Kontinenten auf. Er wirkt häufig als Gastdirigent von zeitgenössischer Musik. Urs Schneider hat über 60 Tonträger eingespielt, darunter nahezu das gesamte Werk von Joachim Raff.